# Neoramia crucifera
Neoramia crucifera là một loài nhện trong họ Agelenidae.
Loài này thuộc chi Neoramia. Neoramia crucifera được Henry Roughton Hogg miêu tả năm 1909.